# 井出文恵
井出 文恵（いで あやえ、1983年3月29日 - ）は、日本のフリーアナウンサーである。とちぎ未来大使。

## 来歴・人物
茨城県結城市出身。大学時代にDJオーディションに合格して番組を担当したことが、アナウンサーを目指すきっかけとなった。日テレ学院に通い、大学卒業後の2005年にエフエム徳島に入社した。
2007年4月には出身地をエリアに含むエフエム栃木へ移籍し、ニュースや録音番組を経て同年10月よりB-UP!の水曜日・木曜日担当となった。2014年3月の結婚を経て、2019年12月末にエフエム栃木を退社し、フリーアナウンサーとなった。
自身のYouTube「アナウンサー井出文恵のダイエット塾」（火曜20：00投稿）。

## 担当番組
エフエム栃木
- U字工事のSORRY SORRY

エフエム栃木（過去）
- あやえもんのGO!GO!BREX!
- B-BOX FRIDAY HYPER!
- サン・エボ
- B-UP! （水曜日・木曜日）
- B with you （水曜日・木曜日）※2018年10月 - 2020年3月
- BERRY＋
- アンテナ
- B・E・A・T（水曜日）[3]※2020年4月 - 2024年3月

とちぎテレビ
- イブ6＋（金曜日）リポーター（不定期）[3]

エフエム徳島時代
- FRIDAY EXPRESS
- Good Day Humming
- FM徳島ニュース